# Tarenna nilagirica
Tarenna nilagirica är en måreväxtart som först beskrevs av Richard Henry Beddome, och fick sitt nu gällande namn av Cornelis Eliza Bertus Bremekamp. Tarenna nilagirica ingår i släktet Tarenna och familjen måreväxter. IUCN kategoriserar arten globalt som sårbar. Inga underarter finns listade i Catalogue of Life.